# Золотоніський район
Золотоніський район (Золотоніщина) — район Черкаської області в Україні, утворений 2020 року. Адміністративний центр — місто Золотоноша. Площа — 4246,1 км² (20,3% від площі області), населення — 140,2 тис. осіб. Найменший район області за площею та за кількістю населення.

## Історія
Район створено відповідно до постанови Верховної Ради України № 807-IX від 17 липня 2020 року. До його складу увійшли: Золотоніська міська, Драбівська, Чорнобаївська селищні, Великохутірська, Вознесенська, Гельмязівська, Зорівська, Іркліївська, Новодмитрівська, Піщанська, Шрамківська сільські територіальні громади.
Раніше територія району входила до складу Золотоніського (1923—2020), Драбівського, Чорнобаївського районів, ліквідованих тією ж постановою.

## Населення

### Мова
Розподіл населення населених пунктів району за рідною мовою за даними перепису 2001 року:
| Мова            | Чисельність, осіб | Відсоток |
| --------------- | ----------------- | -------- |
| Українська      | 164 314           | 96,52%   |
| Російська       | 5 100             | 3,00%    |
| Вірменська      | 275               | 0,16%    |
| Білоруська      | 172               | 0,10%    |
| Ромська         | 99                | 0,06%    |
| Румунська       | 83                | 0,05%    |
| Угорська        | 38                | 0,02%    |
| Інші/Не вказали | 154               | 0,09%    |
| Разом           | 170 235           | 100%     |

## Географічне положення
Район має вихід до Кременчуцького водосховища, займаючи переважну частину лівобережної частини Черкаської області (окрім Ліплявської громади Черкаського району). Найпівнічніший район області. Межує з Черкаським районом на південному заході та заході, з Бориспільським районом Київської області на північному заході та півночі, з Лубенським районом Полтавської області на півночі та північному сході, та з Кременчуцьким районом цієї ж області на південному сході. Найпівнічніший населений пункт — Кононівка, найпівденніший — Жовнине, найзахідніший — Бубнівська Слобідка, найсхідніший — Старий Мохнач.